# On m'appelle Demon Copperhead
On m'appelle Demon Copperhead (titre original Demon Copperhead) est un roman de Barbara Kingsolver paru en 2022. L'autrice s'est inspirée du roman de Charles Dickens David Copperfield, son roman racontant avec humour la vie d'un garçon qui fait l'expérience de la pauvreté. L'action se déroule dans les Appalaches et explore des questions contemporaines : la ségrégation sociale, la pauvreté des enfants dans l'Amérique rurale et la toxicomanie, en mettant l'accent sur la crise des opioïdes.

## Réception
Demon Copperhead a été nommé l'un des « 10 meilleurs livres de 2022 » par le Washington Post et le New York Times. En 2024, il est classé 61e par le New York Times dans sa liste des 100 meilleurs livres du XXIe siècle et 1er dans sa liste Reader's Picks.

## Récompenses
- Prix Pulitzer pour la fiction 2023
- Women's Prize for Fiction 2023